# Цьмішев-Рибновський
Цьмішев-Рибновський (пол. Ćmiszew Rybnowski) — село в Польщі, у гміні Рибно Сохачевського повіту Мазовецького воєводства.
Населення — 98 осіб (2011).

## Демографія
Демографічна структура станом на 31 березня 2011 року:
|          | Загалом | Допрацездатний вік | Працездатний вік | Постпрацездатний вік |
| -------- | ------- | ------------------ | ---------------- | -------------------- |
| Чоловіки | 54      | 14                 | 33               | 7                    |
| Жінки    | 44      | 9                  | 27               | 8                    |
| Разом    | 98      | 23                 | 60               | 15                   |